# 十三段
十三段（じゅうさんだん）あるいは実力十三段（じつりょく - ）とは、囲碁や将棋で歴史上傑出した実力を示した棋士を形容するのに用いられる言葉である。
囲碁将棋の段級位制は九段（名人の段位）が上限であり、十三段という段位は存在しない。しかし最高段位の棋士を大きく上回る棋力の持ち主であるとして十三段と称えられた。

## 十三段と呼ばれた人物

### 囲碁
- 本因坊道策（1645年 - 1702年[1]） - 四世本因坊[2][3]、名人碁所。「十三段」[4][2][3]、「碁聖」[4][3]と称された。

### 将棋
- 大橋宗英（1756年 - 1809年[5]） - 九世名人[6]。「実力十三段」[7][8][6][9]、「鬼（の）宗英」[7][8][9]と称された。「十三段」という表現は比較的古い文献に見られる。

- 天野宗歩（1816年 - 1859年[10]） - 段位は七段[11][10][12]。「実力十三段」[11][10][12]、「棋聖」[11][12]と称された。